# Лингони
Лингоните са келтско племе, населяващо Галия в района на горните притоци на реките Сена и Марна. Около 400 г. пр.н.е. част от племето мигрира през Алпите и се заселва близо до устието но река По в Северна Италия. Тези лингони са част от преселението на келтските племена, включващо боите и сеноните. Възможно е те да са участвали и в плячкосването на Рим през 390 г. пр.н.е..
През 1 век лингоните в Галия са изцяло романизирани, живеейки в богато и урбанизирано общество, в района на днешните градове Лангр и Дижон, като секат даже и монети. Известни са с това, че са едно от малкото галски племена, които не участват във въстанието на Верцингеторикс срещу римляните.
Тяхна столица е Андематунум, който по-късно носи името Лингон, понастоящем – Лангр в департамента Горна Марна, Франция. Градът е построен на скалисто възвишение над река Марна и е разположен на важен търговски кръстопът.
През 69 – 70 г., по време на междуособиците в Римската империя и въстанието на батавите, лингоните вдигат свое собствено въстание, начело на което застава Юлий Сабин, самообявил се за наследник на Юлий Цезар. Победени са от секваните, които са останали верни на Рим, и въстанието им бързо е овладяно. Сабин избягва със семейството си и дълго време се укрива успешно от римляните.